# Edevaldo de Freitas
Edevaldo de Freitas (Campos dos Goytacazes, 28 de janeiro de 1958), é um ex-futebolista brasileiro que atuava como lateral-direito. Dada a sua grande resistência física, foi apelidado de Edevaldo Cavalo. Atualmente, trabalha como assistente-técnico nas categorias de base do Fluminense, ao lado do técnico Marcelo Veiga.

## Carreira
Edevaldo disputou dezoito jogos pela Seleção Brasileira, com 13 vitórias, 4 empates e 1 derrota, tendo feito um gol em sua terceira partida, no empate contra a Argentina por 1 a 1, no dia 2 de janeiro de 1981, e disputado a Copa do Mundo de 1982 e o Mundialito de Seleções disputado no Uruguai em 1981, considerando apenas as competições oficiais.
Começou nas categorias de base do Fluminense, clube que o projetou para o futebol e pelo qual foi campeão carioca em 1980, tendo jogado entre novembro de 1977 e o final do ano de 1981, disputando 197 jogos, com 100 vitórias, 56 empates e 41 derrotas, marcando 4 gols.
Como atleta do Internacional, venceu o Troféu Joan Gamper de 1982 e participou da Copa do Mundo do mesmo ano pela Seleção Brasileira como reserva de Leandro.
Pelo Vasco, foi vice-campeão brasileiro de 1984, perdendo a final para o Fluminense.
Depois de encerrar sua carreira, abriu uma escolinha de futebol em Jacarepaguá, no Rio de Janeiro. Jogou, entre outros clubes, no modesto Barra de Teresópolis, Jacarepaguá e Portuguesa-RJ. Com o Fluminense em 2013, conquistou o título de campeão carioca sobre o rival Flamengo vencendo a primeira partida por 3 a 0 e a segunda apenas perdendo por um gol.

## Títulos

### Como jogador
Fluminense
- Campeonato Carioca: 1980
- Primeiro Turno do Campeonato Carioca: 1980
- Taça Robinwood (Suriname): 1981 (Robin Hood - versus Fluminense)
- Taça João Havelange: 1981 (Fluminense versus River Plate-Argentina)
- Taça Prefeito José Fernandes - (Nacional-AM versus Fluminense): 1979
- Troféu Rádio Globo (Fluminense versus Vasco): 1980
- Taça CND 40 anos (Fluminense versus Vasco): 1981

Internacional
- Troféu Joan Gamper: 1982

FC Porto
- Campeonato Português: 1985-86

Mesquita
- Campeonato Carioca: 1996

### Como técnico
Fluminense
- Campeonato Carioca: 2013 (Categorias de Base)